# くらし探偵団
『くらし探偵団』（くらしたんていだん）は、NHK教育テレビジョンで2002年4月9日から2005年3月16日まで放送されていた小学校4年生向けの学校放送（教科：社会科）である。

## 放送時間
いずれも日本標準時、別の時間帯での再放送あり。
| 期間                         | 放送時間             |
| ---------------------------- | -------------------- |
| 2002年4月9日 - 2003年3月18日 | 火曜日 11:15 - 11:30 |
| 2003年4月8日 - 2004年3月16日 | 火曜日 11:30 - 11:45 |
| 2004年4月7日 - 2005年3月16日 | 水曜日 11:15 - 11:30 |

## 出演者
- えなりかずき（くらし探偵団団長）
- えなりの助手・とんちゃくの声、兼ナレーション：古川登志夫

## 放送リスト
| 回 | タイトル               | 初回放送日     |
| -- | ---------------------- | -------------- |
| 1  | 災害にたちむかう       | 2002年04月09日 |
| 2  | ゴミとたたかう         | 2002年04月23日 |
| 3  | 自然の力でリサイクル   | 2002年05月14日 |
| 4  | 夢の空間を守る         | 2002年05月28日 |
| 5  | 水を守る               | 2002年06月11日 |
| 6  | 水もれをふせぐ         | 2002年06月25日 |
| 7  | 健康を支える           | 2002年07月09日 |
| 8  | 命を守る               | 2002年08月27日 |
| 9  | 技をうけつぐ           | 2002年09月17日 |
| 10 | 昔の知恵を伝える       | 2002年10月01日 |
| 11 | 歴史を描く             | 2002年10月15日 |
| 12 | 四季をいろどる職人の技 | 2002年10月29日 |
| 13 | 祭りをうけつぐ         | 2002年11月12日 |
| 14 | 技術者のねがい         | 2002年11月26日 |
| 15 | まちを組み立てる       | 2002年12月10日 |
| 16 | まちを結ぶ             | 2003年01月07日 |
| 17 | このまちにくらす       | 2003年01月28日 |
| 18 | 山に生きる             | 2003年02月13日 |
| 19 | 海とともに             | 2003年02月25日 |
| 20 | 夢を運ぶ               | 2003年03月11日 |
| 21 | 町の歴史を伝える       | 2003年08月26日 |
| 22 | 用水を守る             | 2003年09月16日 |

## テーマ曲
- オープニングテーマ：くらし探偵団（歌:忌野清志郎）[1]
- エンディングテーマ：カーブの向こうに（歌：三角堂）[2]→全てが僕の力になる! （歌：くず）